# Энгисики
Энгисики (яп. 延喜式 «Внутриведомственные инструкции годов Энги») — сочинение в 50 свитках, составленное в Японии в 927 году и содержавшее законодательный свод «Ёро рицурё» и указы императора (кяку). Сохранился почти полностью, единственный из документов того времени. В первых десяти свитках описывается деятельность Палаты небесных и земных божеств (Дзингикан). В Энгисики содержится список около 3000 синтоистских храмов, которые регулярно получали подношения от императора. Является одним из древнейших источников по синто, его ритуалам и государственном аппарате того времени. Свод вступил в силу в десятом месяце 967 года.